# Totjärnen (Bollnäs socken, Hälsingland)
Totjärnen är en sjö i Bollnäs kommun i Hälsingland och ingår i Ljusnans huvudavrinningsområde. Sjön är 11,7 meter djup, har en yta på 0,019 kvadratkilometer och befinner sig 115 meter över havet.